# Kerjen
Kerjen is een bestuurslaag in het regentschap Blitar van de provincie Oost-Java, Indonesië. Kerjen telt 2759 inwoners (volkstelling 2010).